# Germain Joseph Hallez
Pour les articles homonymes, voir Hallez.
Germain Joseph Hallez, né le 17 juillet 1769 à Frameries (Hainaut) et mort le 18 mai 1840 à Mons, est un artiste peintre belge (nationalité qu'il n'a eue que pendant les dix dernières années de sa vie, après l'indépendance de la Belgique). Il fut directeur de l'Académie des Beaux-Arts à Mons.

## Biographie

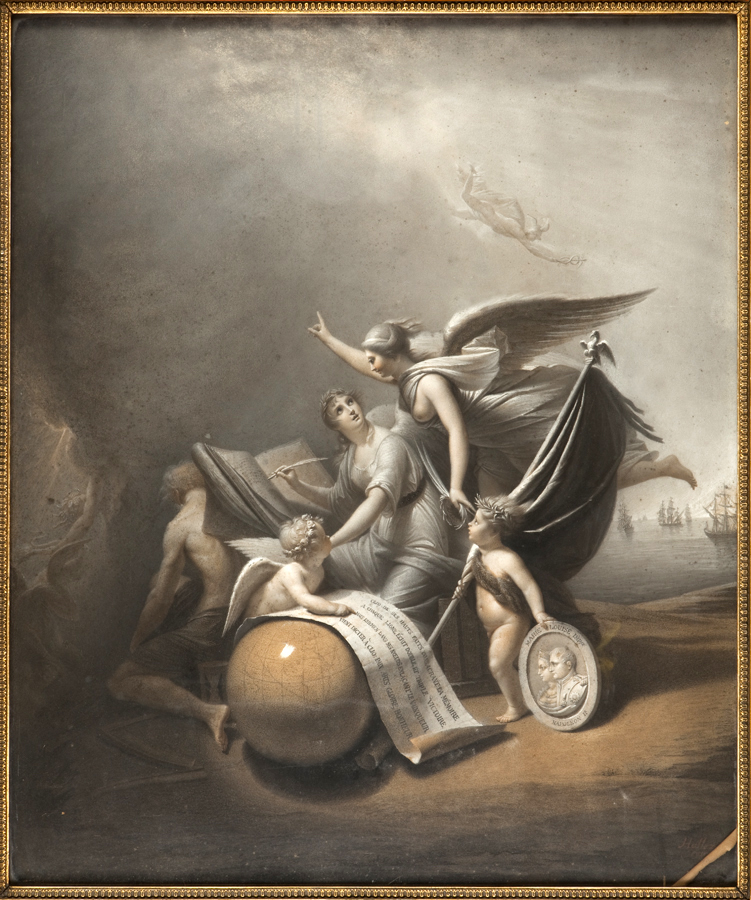
Allégorie du mariage de Napoléon 1er et de Marie-Louise
Œuvre de la collection du Musée des Beaux-arts de Mons (BAM), propriété de la Ville de Mons conservée à l'Artothèque.

Sous les conseils du curé Chabotteau, à onze ans, il devint l'élève du sculpteur Jean-Baptiste Sclobas puis de l'Académie de Mons où il remporta tous les premiers prix. Il participa également à plusieurs salons notamment : en 1810 à Paris, 1811 et 1813 à Bruxelles et en 1818 à Gand.
Durant la période autrichienne, il exécuta notamment le portrait de plusieurs personnalités de l'armée.
En 1792, lors de la première conquête française, il reçut une commande du vainqueur de la bataille de Jemappes, le général Dumouriez. 
Il s'insurgea avec d'autres personnalités contre la destruction de la collégiale Sainte-Waudru à Mons. En effet, des extrémistes révolutionnaires voulaient faire démolir cet édifice et il s'y opposa avec véhémence, au mépris des représailles dont il aurait pu faire l'objet. C'est l'église voisine de Saint-Germain qui fut détruite. Sainte-Waudru étant en pierre et Saint-Germain étant en briques, l'argument de choix de l'église à détruire a été la facilité de l'entreprise. La collégiale avait certes une valeur supérieure mais cet argument aurait joué en faveur de sa destruction. Les révolutionnaires voulaient détruire une église, le but était atteint.
Son dessin de style allégorique La Victoire dictant à Clio les hauts faits du Monarque fut offert à Marie-Louise peu après son mariage avec Napoléon.
Nommé directeur de l'Académie de dessin de Mons en 1802, il continua de peindre. Bon nombre de portraits, paysages, scènes historiques, mythologiques, religieuses, etc. portent sa signature. Il offrit l'un de ses tableaux représentant sainte Barbe à l'église Sainte-Waudru de Frameries, où il se trouve encore.
Certains de ses tableaux, pour la plupart de caractère allégorique, figurent au Royaume-Uni aux cimaises de plusieurs musées.
Le nom d'une rue de Frameries lui a été dédié en 1876.